# 大珀斯纳
大珀斯纳（德語：Großpösna，發音：[ˈɡʁoːsˌpøːsna]）是德国萨克森州莱比锡县的市镇，面积41.55平方千米，2023年12月31日人口为5,550人。